# Semion Antonov
Semion Antonov, (en russe : Семён Сергеевич Антонов), né le 18 juillet 1989 à Nijnevartovsk, en Russie, est un joueur russe de basket-ball. Il évolue au poste d'ailier fort.

## Biographie
En juin 2019, Antonov et le CSKA signent un nouveau contrat de deux ans. Et en juin 2021, un nouveau contrat de trois ans est signé entre Antonov et le club moscovite.

## Palmarès
- Médaille de bronze aux Jeux olympiques 2012 de Londres.
- VTB United League (3) :
  - Vainqueur : 2017, 2019, 2021

- Vainqueur de l'Euroligue avec le CSKA Moscou : 2019.